# Sabarakalara
Sabarakalara ist ein osttimoresischer Ort im Westen des Nordterritoriums des Sucos Atudara (Verwaltungsamt Cailaco, Gemeinde Bobonaro). Er liegt im Südwesten der Aldeia Biateho, auf einer Meereshöhe von 106 m. Eine kleine Straße führt von der Siedlung nach Norden in das Dorf Maumela an der Überlandstraße von Cailacos Hauptort Marko nach Hatolia Vila (Gemeinde Ermera). Südlich von Sabarakalara fließt der Lesupu.